# یانوش گایوس
یانوش گایوس (انگلیسی: Janusz Gajos; ۲۳ سپتامبر ۱۹۳۹ – ) بازیگر و عکاس اهل کشور لهستان است

## زندگی شخصی و حرفه ای
یانوش گایوس در دابرووا گورنیچا به دنیا آمد. در سن ۱۱ سالگی به بندزین نقل مکان کرد و در سال ۱۹۵۷ از دبیرستان شماره ۳ فارغ‌التحصیل شد. در سال ۱۹۶۵ با وجود اینکه سه بار در آزمون‌های ورودی رد شده بود، از مدرسه ملی فیلم در ووچ به عنوان یکی از بهترین دانشجویان فارغ‌التحصیل شد. او اولین بار در حالی که هنوز در مدرسه فیلم بود، در فیلم کودکانه «دوشیزه‌ای از پنجره» به کارگردانی ماریا کانیووسکا در سال ۱۹۶۴ بازی کرد. کمی پس از آن در نقش یانک کوس در سریال تلویزیونی پرطرفدار جنگ جهانی دوم «چهار تانکچی و یک سگ» انتخاب شد. او در فیلم‌ها و نمایش‌های بسیاری بازی کرد، از جمله در «سه رنگ: سفید» ساخته کریستف کیشلوفسکی، «بازجویی» ساخته ریشارد بوگایسکی، «مرد مرمرین» ساخته آندری وایدا، «فرار از سینمای لیبرتی» ساخته وویچخ مارچفسکی، «خوک‌ها» ساخته وادسواف پاسیکوفسکی، «انتقام» ساخته آندری وایدا، «بدن» ساخته مالگورزاتا شوموفسکا و «روحانیت» ساخته وویچخ اسماریوسکی.

## گزیدهٔ نقش‌آفرینی‌ها

### سینما
- سرپیشخدمت (۲۰۱۸)
- کشیشان (۲۰۱۸)
- درهم‌شکستن محدودیت‌ها (۲۰۱۷)
- مدار بسته (۲۰۱۳)
- شر کمتر (۲۰۰۹)
- پیت‌بول (۲۰۰۵)
- شوپن: میل به عاشقی (۲۰۰۲)
- انتقام (۲۰۰۲)
- آغاز بهار (۲۰۰۱)
- منم، دزد (۲۰۰۰)
- دوران پیمان‌شکنی (۱۹۹۷)
- پوزنان ۵۶ (۱۹۹۶)
- مرگ همچون یک تکه نان (۱۹۹۴)
- سه رنگ: سفید (۱۹۹۴)
- اسکادران (۱۹۹۳)
- فرار از سینما لیبرتی (۱۹۹۱)
- ده فرمان ۴ (۱۹۸۸)
- سالی از خورشید خاموش (۱۹۸۴)
- داستان ملال‌انگیز (۱۹۸۳)
- بازجویی (۱۹۸۲)
- از سرزمینی دور (۱۹۸۱)
- مرد آهنین (۱۹۸۱)
- کونگ-فو (۱۹۸۰)
- وقتی منو بگیری باهام چکار می‌کنی؟ (۱۹۷۸)
- چهل‌ساله (۱۹۷۵)

### تلویزیون
- سلطان (۲۰۲۰)
- بدون پنهان‌کاری (۲۰۱۱)
- تیم (۲۰۰۷)
- همبستگی، همبستگی... (۲۰۰۵)
- پیت‌بول (سریال) (۲۰۰۵)
- شال‌گردن زرد (۲۰۰۰)
- چهار تانکچی و یک سگ (۱۹۶۶)
- مرشد و مارگاریتا (۱۹۹۰)
- قمار فوتبال (۱۹۸۹)
- خیابان فرعی ۴ (۱۹۸۳)
- قرارداد (۱۹۸۰)